# Spur (Teksas)
Spur je grad u američkoj saveznoj državi Teksas. Prema popisu stanovništva iz 2010. u njemu je živjelo 1.318 stanovnika.